# クリマクテリック果実
クリマクテリック型果実（クリマクテリックがたかじつ、climacteric fruits）とは、果実の成熟の際に呼吸量が著しく増大する、クリマクテリック・ライズという現象が見られる果物のことである。クライマクテリック型果実とも表記する。
リンゴ、モモ、アボカド、パパイヤ、ナシ、バナナ、アンズ、メロン、マンゴー、トマトなどが該当する。逆に呼吸量の増大が見られない非クリマクテリック果実には、ミカン、ブドウ、イチジク、イチゴ、サクランボ、スイカなどが該当する。
成熟過程において植物ホルモンの一種であるエチレンの濃度が通常の1,000倍以上も劇的に増加する。この現象は、貯蔵中に減少した糖分の代わりに有機酸を呼吸基質として用いるために起こり、呼吸商が1を超えるのが特徴である。
このような性質のため、クリマクテリック型果実は、収穫後の貯蔵中に追熟を行うことができる。